# Będzieszyn (województwo wielkopolskie)
Będzieszyn – wieś w Polsce położona w województwie wielkopolskim, w powiecie ostrowskim, w gminie Ostrów Wielkopolski, ok. 10 km na północ od Ostrowa.
Znany od 1352 roku. Miejscowość przynależała administracyjnie przed rokiem 1887 do powiatu odolanowskiego, w latach 1975-1998 do województwa kaliskiego, a w latach 1887-1975 i od 1999 do powiatu ostrowskiego.

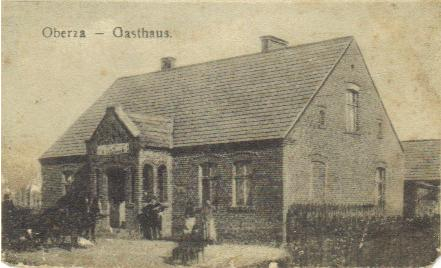
W tym budynku mieścił się Gościniec- Oberża, a w latach 60. XX wieku sklep spożywczy "U Paszkiewicza".
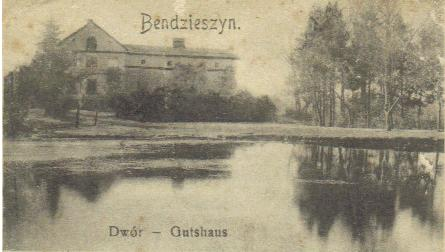
Do 1945 roku Pałac Lipskich. Obecnie pozostały ślady ruin na terenie gospodarstwa rodziny Woźniaków.
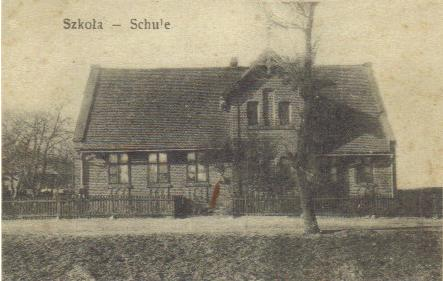
Budynek nieistniejącej już Szkoły Podstawowej w Będzieszynie.